# 蓄集乡
蓄集乡，是中华人民共和国青海省海西蒙古族藏族自治州德令哈市下辖的一个乡镇级行政单位。

## 行政区划
蓄集乡下辖以下地区：
野马滩社区、浩特查汉牧委会、查汉哈达牧委会、贡艾力沟牧委会、陶斯图村、伊克拉村和乌查汗村。